# Russell Kennedy
Russell Kennedy (* 7. Oktober 1991) ist ein kanadischer Skilangläufer.

## Werdegang
Kennedy startete im November 2009 bei der US Super Tour in West Yellowstone erstmals im  Skilanglauf-Continental-Cup und belegte dabei den 69. Platz über 15 km Freistil. Bei den Nordischen Junioren-Skiweltmeisterschaften 2011 in Otepää kam er auf den 50. Platz über 10 km Freistil, auf den 42. Rang im Skiathlon und auf den neunten Platz mit der Staffel. Im Dezember 2012 absolvierte er in Québec seine ersten Weltcuprennen, welche er auf dem 45. Platz im Sprint und auf dem 23. Rang zusammen mit im Alexis Turgeon im Teamsprint beendete. Im folgenden Monat erreichte er beim Nor-Am-Cup in Thunder Bay mit dem zweiten Platz über 15 km Freistil seine erste Podestplatzierung in dieser Rennserie. Im Februar 2016 holte er in Prince George über 10 km Freistil seinen ersten Sieg im Nor-Am-Cup. In der Saison 2016/17 errang er im Nor-Am-Cup zweimal den dritten und einmal den zweiten Platz. Zudem siegte er zweimal in Cantley und gewann damit die Nor-Am-Cup Gesamtwertung. Bei den Olympischen Winterspielen 2018 in Pyeongchang lief er auf den 54. Platz im Sprint, auf den 49. Rang im 50-km-Massenstartrennen und auf den neunten Platz mit der Staffel.
Nach Platz 61 beim Lillehammer Triple zu Beginn der Saison 2018/19, siegte Kennedy in Canmore über 15 km Freistil und in Sherbrooke im 30-km-Massenstartrennen. Zudem kam er zweimal auf den dritten und einmal auf den zweiten Platz und erreichte damit den vierten Platz in der Nor-Am-Cup Gesamtwertung. Im Februar 2019 holte er in Cogne mit dem 12. Platz im Sprint seine ersten Weltcuppunkte. Beim Saisonhöhepunkt, den Nordischen Skiweltmeisterschaften 2019 in Seefeld in Tirol, belegte er den 68. Platz über 15 km klassisch und den 46. Rang im 50-km-Massenstartrennen. Im folgenden Jahr errang er bei der Skitour den 39. Platz. Bei den nordischen Skiweltmeisterschaften 2021 in Oberstdorf belegte er den 30. Platz über 15 km Freistil, den 28. Rang im 50-km-Massenstartrennen und den zehnten Platz mit der Staffel.

## Siege bei Continental-Cup-Rennen
| Nr. | Datum              | Ort           | Disziplin              | Serie      |
| --- | ------------------ | ------------- | ---------------------- | ---------- |
| 1.  | 20. Februar 2016   | Prince George | 10 km Freistil         | Nor-Am-Cup |
| 2.  | 5. Februar 2017    | Cantley       | 20 km Verfolgung       | Nor-Am-Cup |
| 3.  | 3.–5. Februar 2017 | Cantley       | Gesamtwertung Minitour | Nor-Am-Cup |
| 4.  | 15. Dezember 2018  | Canmore       | 15 km Freistil         | Nor Am Cup |
| 5.  | 20. Januar 2019    | Sherbrooke    | 30 km Freistil Mst.    | Nor Am Cup |
| 6.  | 9. Januar 2022     | Canmore       | 30 km Freistil         | Nor Am Cup |
| 7.  | 21. Januar 2023    | Prince George | 10 km Freistil         | Nor-Am-Cup |